# NOLQ-1

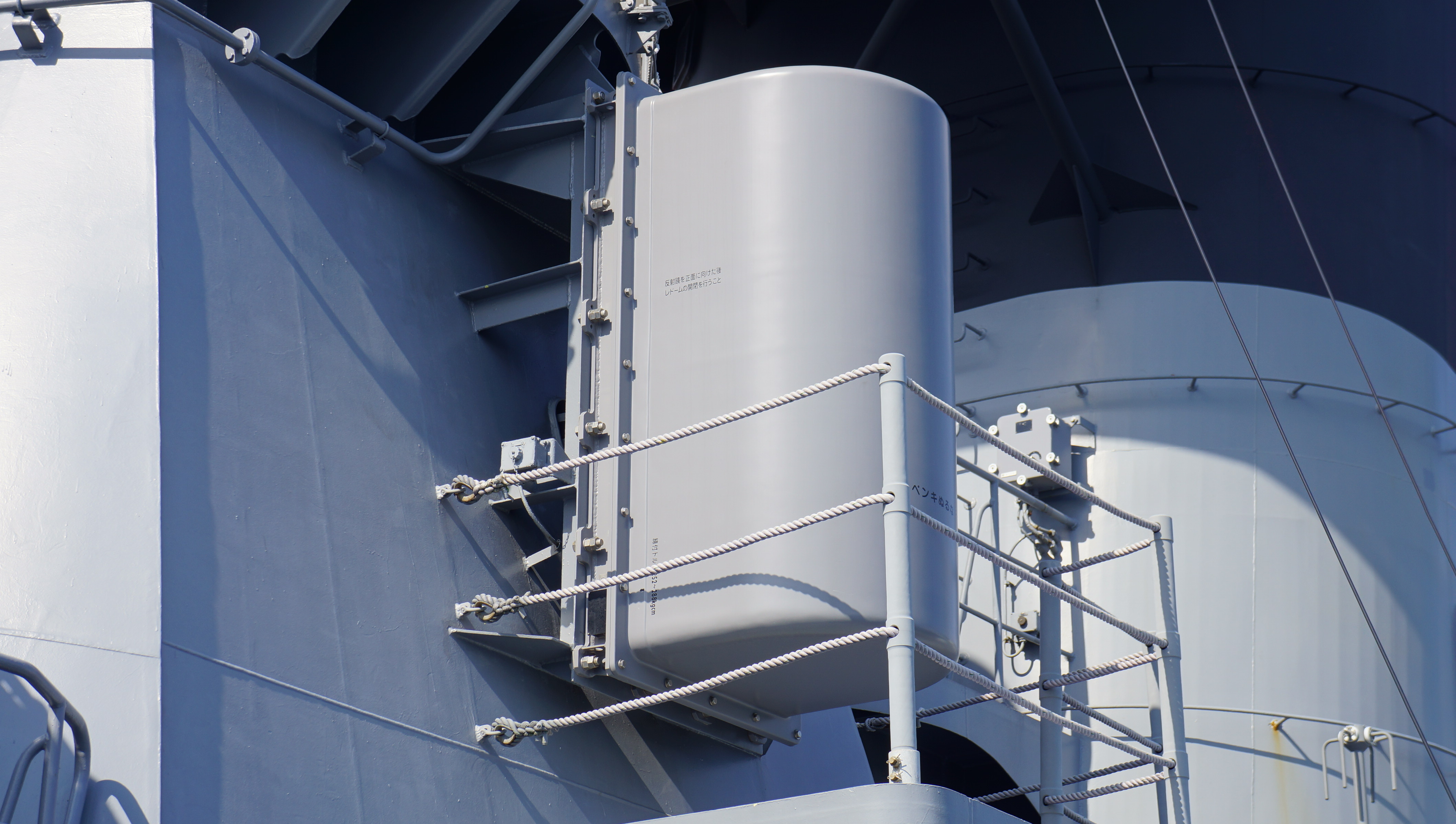
NOLQ-1のECM用アンテナ

NOLQ-1は、海上自衛隊の電波探知妨害装置。ミサイル護衛艦（DDG）やヘリコプター護衛艦（DDH）向けの電子戦装置として、電子戦支援と電子攻撃の機能を兼ね備える大型機であった。メーカーは三菱電機。

## 来歴
海上自衛隊では、第1次防衛力整備計画の2年目にあたる昭和34年度でアメリカ海軍からAN/BLR-1電波探知装置を入手したのち、これに相当する国産機としてNOLR-1を開発、いすず型（34DE）より装備化した。その後、昭和39年度からは改良型のNOLR-1Bが装備化されたのち、昭和45年度艦からは、新規設計のNOLR-5および発展型のNOLR-6が搭載されるようになった。これらの製作者はいずれも日本電気であった。
一方、潜水艦向けの電波探知装置（ZLRシリーズ）については、三菱電機によって製作されてきた。そして1973年頃からは、同社によって、護衛艦用の電波探知妨害装置の開発が着手された。これによって開発されたのが本機である。

## 構成
本機の特徴は、電波探知装置（ESM）と電波妨害欺瞞装置（ECM）を統合化し、電子戦支援と電子攻撃の機能を兼ね備えることにある。これは増大する対艦ミサイルの脅威への対抗を意識して、電子戦統制艦として瞬探能力・妨害能力および情報処理能力を強化したものであった。
受信機1・2、送信機部1・2、信号処理器、指示制御部、監視アンテナ、方位アンテナから構成されている。探知した信号の分析・評価・記録などを行い、必要に応じて妨害電波を発射する。到来電波の情報処理は電子計算機によって行われるが、メモリーされた識別テーブルに合致した場合は、自動的に妨害電波を発射できる。なお、この電子計算機は標準化が図られて、AN/UYK-20が採用された。
本機の開発時期には、オイルショックの影響で艦艇建造費の高騰が予期されたため、予定コストを調整するために仕様が二転三転し、低周波部の削除や妨害モードの削減などスペックダウンを図ったNOLQ-1-1と-1-2が設計されて、仕様書として策定されるに至った。しかし艦艇建造費が予期されたほどには高騰しなかったため、結局は当初仕様通りのNOLQ-1で装備化されたという経緯があり、会社としての初号機の完成は1979年1月であった。就役当初は不具合が多発したが、部隊側の評価はおおむね良好であった。
本機は昭和48年度計画艦より装備化された。その後、4号機からは戦術情報処理装置（CDS）との連接や妨害モードの追加などの改良が図られた。上記のように、（実機は存在しないものの）仕様書としてはNOLQ-1-1およびNOLQ-1-2が既に存在したことから、この改良型のシステム区分はNOLQ-1-3となった。

## 搭載艦
- たちかぜ型護衛艦
  - あさかぜ・さわかぜ（48・53DDG）
- はたかぜ型護衛艦（56・58DDG）
- はるな型護衛艦 - FRAM改修の際に後日装備
- しらね型護衛艦（50・51DDH）